# Linggamekar
Linggamekar is een bestuurslaag in het regentschap Kuningan van de provincie West-Java, Indonesië. Linggamekar telt 1866 inwoners (volkstelling 2010).